# Lebrecht von Wülknitz
Lebrecht Heinrich von Wülknitz (* 1690; † 1751 in Dillenburg) war nassauischer Geheimer Rat und Erbherr auf Reinsdorf und Crüchern.

## Leben

### Herkunft und Familie
Von Wülcknitz entstammte dem altadeligen Adelsgeschlecht Wülknitz aus Anhalt. Er war Sohn des Carl Heinrich von Wülcknitz, welcher in Anhalt-Köthen als Geheimrat, Hofmarschall und Kammerdirektor wirkte, und der Johanna Sophie von Hake, Tochter des anhaltischen Regierungskanzlers Heinrich von Hake. Er hatte zahlreiche Geschwister, darunter den Staatsminister August Ludwig, Karl Friedrich, Leopold Wilhelm, Leopold Philipp Heinrich, den früh verstorbenen Kurt Ferdinand und den hessischen Generalleutnant Eberhard Gustav von Wülknitz. Er heiratete Christiane von Baumbach und bekam mit ihr drei Söhne, darunter den niederländischen General Karl August von Wülknitz, den Regierungspräsidenten Konrad von Wülknitz und Kurt Friedrich.

### Karriere
Von Wülknitz besuchte ein Bremer Gymnasium bis 1705 und studierte bis 1707 in Halle Jura. Ab dem Jahre 1715 wirkte von Wülknitz als Regierungsrat in Kassel. In Nassau, genauer gesagt in Dillenburg, wurde er 1747 zum Geheimen Rat ernannt. Sein Tod fand große Trauer unter dem regierenden Prinzen von Nassau, dem Fürsten zu Nassau und weiteren Herrschern denen er gedient hatte. Jene Herrscher entschieden sich, Wülknitz Erben; Karl August und Kurt Friedrich von Wülknitz mit zahlreichen Gütern und viel Geld zu beschenken.